# كوماري (تركيا)
كوماري مدينة تقع إدارياً ضمن أفيون قره حصار في تركيا.